# Quercus bambusifolia
Quercus bambusifolia — вид дубів, що росте в Китаї, Гонконзі та В'єтнамі.

## Морфологічна характеристика
Дерево 5–12 метрів у висоту, хоча може сягати й 20 метрів. Листки 3–7 × 0.8–1.5 см, скупчені на верхівках пагонів, вічнозелені, шкірясті, голі, ланцетні; верхівка округла чи іноді коротко загострена; основа клиноподібна; край цільний чи з кількома зубцями біля верхівки; верх блискучий зелений; низ синьо-зелений; ніжка листка 2–7 мм, гола (спочатку запушена). Квітки лютий-березень; маточкові суцвіття короткі, 5–10 мм. Жолудь завдовжки 15–24 мм, 15 мм у діаметрі, яйцюватий, шовковистий стає голим, найчастіше поодинокий, закритий на 1/4 чи менше чашечкою; дозрівання в 1 рік (з серпня по листопад).

## Поширення
Зростає в Китаї (Гуандун, Гуансі, Хайнань), Гонконзі й північному В'єтнамі. Росте на вершинах хребтів і сухих схилах в лісах на висотах 700–2200 метрів.
Це джерело їжі для вивірок, пацюків, ворон і цивет у цьому регіоні, але тільки цивета діє як потенційний агент розповсюдження насіння для цього виду.

## Загрози
Вид перебуває під загрозою обмеженого поширення та руйнування середовища проживання. Втрата природної лісової площі спостерігається і в заповідних територіях. Quercus bambusifolia сильно фрагментований по всьому ареалу.